# ماهی لوتی
ماهی لوتی (نام علمی: Perca) نام یک سرده از تیره است.